# Vưu Quyền
Vưu Quyền (tiếng Trung: 尤权; sinh tháng 1 năm 1954) là Thạc sĩ kinh tế học, chính khách nước Cộng hòa Nhân dân Trung Hoa. Ông hiện là Bí thư Ban Bí thư Trung ương Đảng Cộng sản Trung Quốc, Trưởng Ban Công tác Mặt trận Thống nhất Trung ương Đảng Cộng sản Trung Quốc. Trước đó, ông giữ chức vụ Bí thư Tỉnh ủy Phúc Kiến kiêm Chủ nhiệm Ủy ban Thường vụ Đại hội đại biểu nhân dân tỉnh Phúc Kiến.

## Tiểu sử
Vưu Quyền sinh ngày 23 tháng 1 năm 1954 tại Bắc Kinh, ông là người Lô Long, tỉnh Hà Bắc. Vưu Quyền bắt đầu tham gia công tác vào tháng 9 năm 1969 là chiến sĩ, Chỉ đạo viên Đại đội tại Binh đoàn xây dựng và sản xuất Hắc Long Giang. Tháng 3 năm 1973, ông gia nhập Đảng Cộng sản Trung Quốc. Năm 1980 đến năm 1984, Vưu Quyền theo học chuyên ngành kế hoạch kinh tế quốc dân Khoa thống kê kế hoạch tại Phân hiệu 1 của Đại học Nhân dân Trung Quốc. Từ năm 1984 đến năm 1987, ông nghiên cứu sinh thạc sĩ chuyên ngành kế hoạch kinh tế quốc dân Khoa kinh tế kế hoạch tại Đại học Nhân dân Trung Quốc. Năm 1978 đến 1988, ông là giáo viên Khoa kinh tế kế hoạch ở Đại học Nhân dân. Sau đó, ông về làm cán bộ ở Cục thư ký Văn phòng Quốc vụ viện Trung Quốc.
Năm 1990, Vưu Quyền được bổ nhiệm làm Phó Tổ trưởng tổ 1, Cục Thư ký 2, Văn phòng Quốc vụ viện Trung Quốc. Năm 1993, ông được bổ nhiệm giữ chức Tổ trưởng tổ 1, Cục Thư ký 2, Văn phòng Quốc vụ viện Trung Quốc. Năm 1997, ông nhậm chức Phó Cục trưởng Cục Thư ký 2, Văn phòng Quốc vụ viện Trung Quốc; năm 1998, Vưu Quyền được bổ nhiệm làm Cục trưởng Cục Thư ký 2, Văn phòng Quốc vụ viện Trung Quốc.
Năm 2000, Vưu Quyền được bổ nhiệm giữ chức vụ Phó Tổng Thư ký Quốc vụ viện Cộng hòa Nhân dân Trung Hoa. Tháng 12 năm 2006, Vưu Quyền được bổ nhiệm làm Chủ tịch Ủy ban Giám sát Điện lực Quốc gia Trung Quốc. Tháng 10 năm 2007, tại Đại hội Đảng Cộng sản Trung Quốc lần thứ 17, ông được bầu làm Ủy viên dự khuyết Ban Chấp hành Trung ương Đảng Cộng sản Trung Quốc khóa XVII.
Tháng 4 năm 2008, Vưu Quyền được điều chuyển về Quốc vụ viện Trung Quốc, nhậm chức Phó Tổng Thư ký Quốc vụ viện phụ trách công tác Thường vụ Văn phòng Quốc vụ viện, hàm Bộ trưởng. Ông được phân công giúp đỡ, trợ giúp Ủy viên Thường vụ Bộ Chính trị, Phó Thủ tướng Thường trực Quốc vụ viện Lý Khắc Cường.
Ngày 14 tháng 11 năm 2012, tại Đại hội Đảng Cộng sản Trung Quốc lần thứ 18, ông được bầu làm Ủy viên Ban Chấp hành Trung ương Đảng Cộng sản Trung Quốc khóa XVIII. Ngày 19 tháng 12 năm 2012, Vương Quyền được Trung ương Đảng Cộng sản Trung Quốc bổ nhiệm làm Bí thư Tỉnh ủy Phúc Kiến, thay cho bà Tôn Xuân Lan nhậm chức Bí thư Thành ủy thành phố Thiên Tân. Ngày 1 tháng 2 năm 2013, ông được bầu kiêm nhiệm chức vụ Chủ nhiệm Ủy ban Thường vụ Đại hội đại biểu nhân dân tỉnh Phúc Kiến.
Sáng ngày 25 tháng 10 năm 2017, tại Hội nghị toàn thể lần thứ nhất của Ủy ban Trung ương Đảng Cộng sản Trung Quốc khóa 19, Vưu Quyền được Ban Chấp hành Trung ương Đảng Cộng sản Trung Quốc khóa 19 bầu làm Bí thư Ban Bí thư Trung ương Đảng Cộng sản Trung Quốc. Ngày 28 tháng 10 năm 2017, Vưu Quyền được miễn nhiệm chức vụ Ủy viên Tỉnh ủy, Ủy viên Ban Thường vụ Tỉnh ủy, Bí thư Tỉnh ủy Phúc Kiến, kế nhiệm ông là Vu Vĩ Quốc. Ngày 7 tháng 11 năm 2017, ông được bổ nhiệm giữ chức vụ Trưởng Ban Công tác Mặt trận Thống nhất Trung ương Đảng Cộng sản Trung Quốc, kế nhiệm bà Tôn Xuân Lan.